# قائمة الحروب 1945–1989
قائمة الحروب في العالم في الفترة من 1945 حتى 1989.

## 1945–1949
| بداية | نهاية    | اسم النزاع                         | الأطراف المتحاربة | الأطراف المتحاربة |
| بداية | نهاية    | اسم النزاع                         | المنتصر | المهزوم |
| ----- | -------- | ---------------------------------- | --- | --- |
| 1945  | 1946     | حرب فيتنام (1945–1946)             | فيت مين | المملكة المتحدة · الراج البريطاني · فرنسا · اليابان |
| 1945  | 1949     | الثورة الوطنية الإندونيسية         | إندونيسيا | هولندا · المملكة المتحدة |
| 1945  | 1946     | الأزمة الإيرانية في 1946           | إيران | جمهورية مهاباد · جمهورية أذربيجان الشعبية |
| 1946  | 1954     | الحرب الهندوصينية الأولى           | فيت مين · الباتيت لاو · الخمير اساراك · جبهة اساراك المتحدة · الاتحاد السوفييتي · الصين                                                                         | الاتحاد الفرنسي · فرنسا دولة فيتنام كمبوديا مملكة لاوس · الولايات المتحدة |
| 1946  | 1949     | الحرب الأهلية اليونانية            | مملكة اليونان - الجيش اليوناني المملكة المتحدة | الحكومة الديمقراطية المؤقتة - جيش اليونان الديموقراطي جبهة التحرير الوطني |
| 1947  | 1947     | الحرب الأهلية في الباراغواي        | حكومة الباراغواي · عسكرية الباراغواي · حزب كولورادو | الحزب الليبرالي · الثوري · الشيوعي |
| 1947  | 1948     | الحرب الباكستانية-الهندية 1947     | الهند - جامو وكشمير | باكستان · مليشيات قبلية · جيش الفرقان |
| 1947  | 1948     | الانتفاضة المالاجاشية              | فرنسا | ثوار مالاجاشيون |
| 1947  | 1948     | حرب التطهير العرقي لفلسطين 48–1947 | اليهود في فلسطين - هاغانا - أرغون - شتيرن | الفلسطينيون - جيش الجهاد المقدس - جيش الإنقاذ |
| 1948  | 1950     | أزمة ماقبل الحرب الكورية           | كوريا الجنوبية | كوريا الجنوبية |
| 1948  | 1949     | حرب 1948                           | إسرائيل | مصر · العراق · الأردن · سوريا · جيش الجهاد المقدس · جيش الإنقاذ · لبنان |
| 1948  | 1948     | الحرب الأهلية في كوستاريكا         | جيش التحرير الوطني | حكومة كوستاريكا |
| 1948  | إلى الآن | أزمة بورما الداخلية                | حكومة الاتحاد (1948–1962) - AFPFL حكومات عسكرية (1962–2011) - BSPP (1988–1962) - SPDC (2011-1988) الحكومة الحالية (منذ 2011) - USDP (منذ 2011) DKBA (2010–1994) | فصائل مناهضة للحكومة: · KNU (منذ 1949) - KNLA - DKBA (منذ 2010) مجاهدين · الحزب الشيوعي (1948–1988) - الألوية الحمراء (1948–1978) MNDAA (منذ 1989) · NDAA (منذ 1989) · SSA (منذ 1988) - SSAS - SSAN SSNA (2005–1995) · WNA (1988–1975) · UWSP (منذ 1988) - UWSA KIO (منذ 1961) - KIA PNO (1991–1949) · MTA (1996-1985) · جيش الرب (1997–2006) · ABSDF (منذ عقد 1980) · SSVF (1980–1967) · مدعومة من: · تايوان (1948–عقد 1980) · تايلاند · الولايات المتحدة · الصين |
| 1948  | 1960     | حالة الطوارئ في الملايو            | المملكة المتحدة · أستراليا · نيوزيلندا · اتحاد الملايو · روديسيا الجنوبية · فيجي · النيبال                                                                      | الحزب الشيوعي الملاوي · جيش تحرير الملايو الوطني |
| 1948  | 1948     | عملية بولو                         | الهند | ولاية حيدر أباد |
| 1949  | 1949     | تمرد القصر الملكي                  | تايلاند | أنصار بريدي فانوميونغ |

## 1950–1959
| بداية | نهاية | اسم النزاع                                               | الأطراف المتحاربة | الأطراف المتحاربة |
| بداية | نهاية | اسم النزاع                                               | المنتصر | المهزوم |
| ----- | ----- | -------------------------------------------------------- | --- | --- |
| 1950  | 1950  | غزو التبت                                                | الصين | التبت |
| 1950  | 1953‏  | الحرب الكورية                                            | قيادة الأمم المتحدة: - كوريا الجنوبية - الولايات المتحدة - المملكة المتحدة - أستراليا - بلجيكا - كندا - فرنسا - الفلبين - كولومبيا - إثيوبيا - اليونان - لوكسمبورغ - هولندا - نيوزيلندا - جنوب إفريقيا - تايلاند - تركيا دعم طبي - الدنمارك - الهند - إيطاليا - إسرائيل - النرويج - السويد دعم آخر - كوبا - إلسالفادور - اليابان - إسبانيا - تايوان | - كوريا الشمالية - الصين - الاتحاد السوفيتي دعم طبي - بلغاريا - تشيكوسلوفاكيا - المجر - بولندا - رومانيا دعم آخر - الهند - منغوليا   |
| 1950  | 1958  | تمرد الكومينتانغ الإسلامي في الصين (1950–58)             | الصين | جمهورية الصين |
| 1950  | 1967  | عمليات انتقامية                                          | إسرائيل | فدائيون فلسطينيون · مصر · الأردن · سوريا                                                                                             |
| 1951  | 1951  | تمرد مانهاتن                                             | تايلاند | وحدات بحرية متمردة |
| 1952  | 1960  | ثورة الماو ماو                                           | المملكة المتحدة | ماو ماو |
| 1953  | 1953  | انقلاب 28 مرداد                                          | أنصار محمد رضا بهلوي · المخابرات الأمريكية · المخابرات البريطانية | أنصار مصدق · الجبهة الوطنية |
| 1953  | 1953  | انتفاضة 1953 في ألمانيا الشرقية                          | ألمانيا الشرقية · الاتحاد السوفيتي | متظاهرون من ألمانيا الشرقية |
| 1953  | 1959  | الثورة الكوبية                                           | حركة 26 يوليو | حكومة باتيستا |
| 1953  | 1975  | الحرب الأهلية في لاوس                                    | باتيت لاو · شمال فيتنام | مملكة لاوس · الولايات المتحدة · تايلاند · جنوب فيتنام                                                                                |
| 1954  | 1959  | حرب الجبل الأخضر                                         | سلطنة مسقط وعمان | دولة عمان - طائفة الاباضية |
| 1954  | 1962  | الثورة الجزائرية                                         | جبهة التحرير · الحركة الوطنية · الحزب الشيوعي | فرنسا منظمة الجيش السري · الجبهة الفرنسية الجزائرية                                                                                  |
| 1955  | 1972  | الحرب الأهلية السودانية الأولى                           | التحرير · أزانيا · الأنيانيا | السودان الإنجليزي المصري جمهورية السودان جمهورية السودان الديموقراطية                                                                |
| 1955  | 1975  | حرب فيتنام                                               | شمال فيتنام · فيت كونغ · الخمير الحمر · خمير اساراك · باتيت لاو · كوريا الشمالية | جنوب فيتنام · الولايات المتحدة · كوريا الجنوبية · تايلاند · أستراليا · نيوزيلندا · مملكة لاوس · جمهورية الخمير · تركيا (معونات طبية) |
| 1956  | 1956  | الثورة المجرية 1956                                      | الاتحاد السوفييتي · وكالة الدفاع الوطني | متظاهرون مجريون |
| 1956  | 1956  | العدوان الثلاثي على مصر                                  | إسرائيل · المملكة المتحدة · فرنسا | مصر |
| 1957  | 1958  | حرب إفني                                                 | إسبانيا · فرنسا | المغرب |
| 1958  | 1958  | حركة تموز 1958                                           | الضباط الأحرار | الاتحاد العربي |
| 1958  | 1959  | غزو شمال فيتنام جزء من حرب فيتنام والحرب الأهلية في لاوس | شمال فيتنام | مملكة لاوس |
| 1958  | 1961  | ثورة بيرمستا                                             | إندونيسيا | ثوار بيرمستا |
| 1959  | 1959  | ثورة الشواف                                              | العراق | الثوار القوميين العرب |
| 1959  | 1959  | انتفاضة التبت 1959                                       | الصين | تبت تشيشي جانغدراك |
| 1959  | 1965  | تمرد إسكامبري                                            | كوبا | مجموعات مناهضة للماركسية |
| 1959  | 2011  | صراع الباسك                                              | إسبانيا · فرنسا · جماعات مضادة لاستقلال الباسك | إيتا مجموعات باسكية انفصالية |

## 1960- 1969
| بداية | نهاية    | اسم النزاع                                                    | الأطراف المتحاربة | الأطراف المتحاربة |
| بداية | نهاية    | اسم النزاع                                                    | المنتصر | المهزوم |
| ----- | -------- | ------------------------------------------------------------- | --- | --- |
| 1960  | 1961     | حملة الحدود الصينية البورمية                                  | الصين · بورما | الجيش الوطني الثوري |
| 1960  | 1965     | أزمة الكونغو                                                  | 1960–1963: · جمهورية الكونغو مدعومة من: · الاتحاد السوفييتي (1960) · داعمي ONUC - غانا - تونس - المغرب - إمبراطورية إثيوبيا - أيرلندا - غينيا - السويد - مالي - السودان - ليبيريا - كندا - الهند - إندونيسيا - الإمارات العربية المتحدة 1965-1964: · جمهورية الكونغو · مدعومة من: · الولايات المتحدة · بلجيكا | 1960–1963: · كاتانغا · جنوب كاساي مدعومة من: · بلجيكا · فرنسا · اتحاد جنوب أفريقيا · روديسيا · 1960–1962: · حكومة ستانلي فيل · 1964–1965: · تمرد سمبا مدعومة من:- الاتحاد السوفييتي - الصين - كوبا                                                                       |
| 1960  | 1996     | الحرب الاهلية الغواتيمالية                                    | الجيش الغواتيمالي | URNG |
| 1960  | مستمرة   | حركة التمرد في جنوب تايلاند                                   | تايلاند | جبهة الثورة الوطنية (BRN) · وحدات دورية صغيرة (RKK) · حركة مجاهدي فطاني الإسلامية (GMIP) · جبهة مجاهدي فطاني المتحدة (BBMP) · الجبهة الإسلامية لتحرير فطاني (BIPP) · منظمة تحرير فطاني المتحدة (PULO) · الجماعة الإسلامية (JI) · BNPP                                    |
| 1961  | 1990     | ثورة نيكاراجوا                                                | الجبهة الساندينية للتحرير الوطني | كونترا حكومة سوموزا |
| 1961  | 1970     | حرب كردستان العراق                                            | الحزب الديمقراطي الكردستاني | جمهورية العراق · عراق البعث |
| 1961  | 1961     | غزو خليج الخنازير                                             | كوبا | الولايات المتحدة · المنفيون الكوبيون |
| 1961  | 1961     | أحداث بنزرت                                                   | فرنسا | تونس |
| 1961  | 1962     | عملية تريكورا                                                 | إندونيسيا | هولندا |
| 1961  | 1991     | حرب الاستقلال الإريتيرية                                      | EPLF ELF | إثيوبيا · كوبا · الاتحاد السوفييتي · اليمن الجنوبي |
| 1961  | 1961     | حرب غوا                                                       | الهند | البرتغال |
| 1961  | 1975     | حرب الاستقلال الأنغولية جزء من الحرب البرتغالية الاستعمارية   | الجبهة الوطنية لتحرير أنغولا · يونيتا · حزب العمل · كابيندا | البرتغال · جنوب أفريقيا |
| 1962  | 1964     | ثورة كيدال 1962                                               | مالي | مليشيات الطوارق |
| 1962  | 1970     | ثورة 26 سبتمبر اليمنية                                        | اليمن الشمالي · الجمهورية العربية المتحدة (حتى 1967) | المملكة المتوكلية اليمنية · بدعم من: · السعودية · الأردن · مرتزقة أوروبيون |
| 1962  | 1962     | الحرب الصينية-الهندية                                         | الصين | الهند |
| 1962  | 1990     | تمرد الشيوعيون في سراوق                                       | المملكة المتحدة · ماليزيا | الحزب الشيوعي لشمال كالمانتان |
| 1962  | 1976     | ثورة ظفار                                                     | عمان · إيران · المملكة المتحدة · الأردن | جبهة تحرير ظفار (1962–1968) · الجبهة الشعبية (1968–1974) · الجبهة الوطنية (1969–1971) · جبهة تحرير عمان (1974–1976) |
| 1963  | 1963     | حرب الرمال                                                    | الجزائر | المغرب |
| 1963  | 1963     | ثورة رمضان                                                    | حزب البعث | العراق الحزب الشيوعي العراقي |
| 1963  | 1963     | حركة 18 تشرين الثاني 1963                                     | ثوار ناصريين | حزب البعث |
| 1963  | 1963     | ثورة الثامن من آذار                                           | حزب البعث العربي الاشتراكي (سوريا) | سوريا |
| 1963  | 1966     | المواجهة الإندونيسية الماليزية                                | ماليزيا · المملكة المتحدة · أستراليا · نيوزيلندا | إندونيسيا |
| 1963  | 1967     | حرب الشفتة                                                    | كينيا | حركة تحرير منطقة الحدود الشمالية · الصومال |
| 1963  | 1974     | حرب استقلال غينيا بيساو جزء من حروب البرتغال الاستعمارية      | PAIGC | البرتغال |
| 1963  | 1967     | ثورة 14 أكتوبر                                                | الجبهة القومية للتحرير · جبهة تحرير جنوب اليمن المحتل | المملكة المتحدة · اتحاد الجنوب العربي |
| 1964  | 1979     | الحرب الأهلية الروديسية                                       | ZANU · جبهة تحرير موزمبيق · ZAPU · رمح الأمة | رودسيا · زيمبابوي-رودسيا |
| 1964  | إلى الآن | الأزمة الكولومبية (1964–إلى الآن)                             | كولومبيا | القوات المسلحة الثورية الكولومبية · ELN · EPL · IRAFP · M-19 · MOEC · MAQL · ERC · GRA · PRT |
| 1964  | 1974     | حرب الاستقلال الموزمبيقية جزء من الحرب البرتغالية الاستعمارية | جبهة تحرير موزمبيق | البرتغال |
| 1964  | إلى الآن | التمرد في شمال شرق الهند                                      | الهند | المجلس الوطني الاشتراكي لناجالاند PREPAK |
| 1964  | 1964     | ثورة زنجبار                                                   | حزب أفروشيرازي · حزب الأمة | سلطنة زنجبار |
| 1965  | 1965     | الحرب الأهلية في الدومنيكان                                   | (CEFA) · (SIM) · الولايات المتحدة · (IAPF) | القوات المسلحة للدومينيكانين الدستوريين PRD الأنصار |
| 1965  | 1966     | الإحتلال الأمريكي لجمهورية الدومنيكان (1965–66)               | الولايات المتحدة · قوة حفظ السلام للأمريكيتين: · البرازيل · هندوراس · باراغواي · نيكاراغوا · كوستاريكا · إلسالفادور | جمهورية الدومينيكان |
| 1965  | 1965     | الحرب الباكستانية-الهندية 1965                                | الهند | باكستان · |
| 1965  | 1983     | التمرد الشيوعي في تايلاند                                     | تايلاند | الحزب الشيوعي التايلندي |
| 1965  | 1979     | الحرب الأهلية التشادية (1965–79)                              | الجبهة الوطنية لتحرير تشاد ‏ GUNT ليبيا | تشاد · فرنسا |
| 1966  | 1969     | أزمة المنطقة منزوعة السلاح الكورية (1966–69)                  | كوريا الجنوبية · الولايات المتحدة | كوريا الشمالية |
| 1966  | 1967     | التمرد البوليفي                                               | بوليفيا · الولايات المتحدة | جيش التحرير الوطني (كولومبيا) |
| 1966  | 1989     | حرب حدود جنوب أفريقيا                                         | أنغولا · كوبا · سوابو · زامبيا · رمح الأمة | جنوب أفريقيا · يونيتا |
| 1966  | 1990     | حرب استقلال ناميبيا جزء من حرب حدود جنوب أفريقيا              | سوابو | جنوب أفريقيا |
| 1967  | 1967     | حرب 1967                                                      | إسرائيل | مصر · سوريا · الأردن · قوات المشاة العربية: · العراق · السعودية · المغرب · الجزائر · المملكة الليبية · الكويت · تونس · السودان · منظمة التحرير الفلسطينية · دول أخرى: · موريتانيا · تركيا                                                                                |
| 1967  | 1968     | الثورة الكردية عام 1967 في إيران                              | إيران | رجال قبائل أكراد |
| 1967  | 1974     | حرب عصابات الأراجوايا                                         | البرازيل | الحزب الشيوعي البرازيلي |
| 1967  | 1975     | الحرب الأهلية الكمبودية                                       | جبهة كمبوتشيا الوطنية المتحدة · الخمير الحمر · شمال فيتنام · فيت كونغ | جمهورية الخمير · الولايات المتحدة · جنوب فيتنام |
| 1967  | 1970     | الحرب الأهلية النيجيرية                                       | نيجيريا | بيافرا |
| 1967  | 1970     | حرب الإستنزاف                                                 | إسرائيل | مصر · الاتحاد السوفييتي · كوبا · منظمة التحرير الفلسطينية · الأردن · سوريا |
| 1967  | إلى الآن | الحرب الشعبية في الهند- تمرد الناكسال الماويين                | الهند | حزب ناكسال باري الشيوعي · الحزب الشيوعي للولايات المتحدة الهندية · حزب الديمقراطية الجديدة الشيوعي · حزب (Mahadev Mukherjee) · مركز الشيوعيين الهنود (حتى 1977) · جيش تحرير مانيبور الشعبي · Tamil Nadu Liberation Army · الحزب الشيوعي في شرق البنغال ·                 |
| 1968  | 1970     | حرب الاستنزاف                                                 | | |
| 1968  | 1989     | حرب تمرد الشيوعيون                                            | ماليزيا · تايلاند | الحزب الشيوعي المالاوي |
| 1968  | 1998     | أزمة شمال أيرلندا                                             | المملكة المتحدة | الجيش الجمهوري الأيرلندي |
| 1968  | 1968     | غزو حلف وارسو لتشيكوسلوفاكيا                                  | الاتحاد السوفييتي · جمهورية بلغاريا الشعبية · ألمانيا الشرقية · جمهورية هنغاريا الشعبية · جمهورية بولندا الشعبية | جمهورية تشيكوسلوفاكيا الاشتراكية |
| 1969  | إلى الآن | الصراع المدني في الفلبين                                      | فلبينمدعومة من: · الولايات المتحدة · أستراليا · حكومة إندونيسيا · حكومة ماليزيا | الشيوعيون: · الحزب الشيوعي الفليبيني - جيش الشعب الجديد - الجبهة الوطنية الديمقراطية - شعب مورو الماكابايان شعب المورو: - الجبهة الوطنية لتحرير مورو - جبهة تحرير مورو الإسلامية - سولك الإسلاميين: - حركة راجا سليمان - الجماعة الإسلامية - مقاتلي بانجسامورو الإسلامية |
| 1969  | إلى الآن | تمرد الحزب الشيوعي الفلبيني                                   | فلبين · الولايات المتحدة · ميليشيا مناهضة للشيوعية - ألسا ماسا (1986–?) | الحزب الشيوعي الفلبيني · * جيش الشعب الجديد · الجيش الشعبي الثوري · APP · RPA · ABB · CPLA · مدعومة من: · الصين (1969–1976) · ليبيا (عقد 1980–2011) · كوريا الشمالية (كما يزعم) · فيتنام (1980s)                                                                         |
| 1969  | 2014     | تمرد مسلمي المورو في الفلبين                                  | | |
| 1969  | 1969     | حرب كرة القدم                                                 | إلسالفادور | هندوراس |
| 1969  | 1969     | صراع الحدود السوفيتية الصينية                                 | الاتحاد السوفيتي | الصين |
| 1969  | إلى الآن | أزمة بابوا                                                    | إندونيسيا | |

## 1970- 1979
| بداية | نهاية    | اسم النزاع                         | الأطراف المتحاربة | الأطراف المتحاربة |
| بداية | نهاية    | اسم النزاع                         | المنتصر | المهزوم |
| ----- | -------- | ---------------------------------- | --- | --- |
| 1970  | 1971     | أيلول الأسود                       | الأردن | منظمة التحرير الفلسطينية · سوريا |
| 1971  | 1971     | حرب تحرير بنغلاديش                 | حكومة بنغلاديش المؤقتة · الهند | باكستان |
| 1971  | 1972     | تمرد حزب جي في بي 1971             | قالب:بيانات بلد سلطنة سيلان | JVP |
| 1971  | 1971     | الحرب الباكستانية الهندية عام 1971 | الهند - الاتحاد السوفييتي | باكستان - الولايات المتحدة - الأردن - إيران                                                                                                  |
| 1972  | 1974     | الحرب الأهلية الإرترية الأولى      | الجبهة الشعبية لتحرير إريتريا | جبهة التحرير الإريترية |
| 1973  | 1973     | حرب أكتوبر                         | مصر · سوريا · العراق · الأردن · ليبيا · الجزائر · السعودية · الكويت · تونس<br | إسرائيل |
| 1973  | 1973     | حادثة الصامتة                      | الكويت | العراق |
| 1974  | 1974     | الغزو التركى لقبرص                 | تركيا | قبرص · اليونان |
| 1974  | 1991     | الحرب الأهلية الإثيوبية            | EPRP · TPLF · MEISON · ANDM EDUP · OLF · ONLF · WSLF · ALF | الحكومة الإثيوبية · كوبا · ألمانيا الغربية · الاتحاد السوفييتي · كوريا الشمالية · ليبيا                                                      |
| 1974  | 1975     | الحرب العراقية الكردية الثانية     | العراق | الحزب الديمقراطي الكردستاني |
| 1975  | 2002     | الحرب الأهلية الأنغولية            | MPLA · كوبا · الاتحاد السوفييتي · ألمانيا الشرقية · سوابو · رمح الأمة · فيتنام · البرتغال | FNLA · يونيتا · جنوب أفريقيا · جبهة تحرير كابيندا · زائير · الولايات المتحدة · الصين                                                         |
| 1975  | إلى الآن | حرب كابيندا                        | أنغولا · كوبا · ألمانيا الشرقية · الاتحاد السوفييتي | جبهة تحرير كابيندا |
| 1975  | 1991     | حرب الصحراء الغربية                | المغرب · موريتانيا (1975–1979) · فرنسا (1977–1978) | جبهة البوليساريو · الجزائر (1976) |
| 1975  | 1979     | تمرد الاتحاد الوطني الكردستاني     | العراق | الإتحاد الوطني الكردستاني · الحزب الديمقراطي الكردستاني                                                                                      |
| 1975  | 1990     | الحرب الأهلية اللبنانية            | سوريا · جيش التحرير الفلسطيني · قوات الردع العربية الحركة الوطنية اللبنانية (حتى 1982) · جبهة المقاومة الوطنية اللبنانية (منذ 1982) · حركة امل · الحزب الشيوعي اللبناني · الحزب السوري القومي الاجتماعي · منظمة التحرير الفلسطينية(1978–1983) | الجبهة اللبنانية · سوريا (حتى 1976) ميليشيا نمور الأحرار · تيار المردة إسرائيل (1982) · جيش لبنان الجنوبي الولايات المتحدة · فرنسا · إيطاليا |
| 1975  | 1989     | الحرب الفيتنامية الكمبودية         | فيتنام · FUNSK | كمبوتشيا الديمقراطية · تايلاند · الولايات المتحدة                                                                                            |
| 1975  | 2007     | التمرد في لاوس                     | لاوس · فيتنام | متمردو الهمونغ · الولايات المتحدة |
| 1975  | 1975     | الغزو الاندونيسي لتيمور الشرقية    | إندونيسيا | FRETILIN / Falintil |
| 1976  | 1983     | الحرب القذرة                       | الأرجنتين | ثوار مونتونيرو ERP |
| 1976  | 2005     | تمرد آتشيه                         | إندونيسيا | حركة آتشيه الحرة |
| 1977  | 1992     | الحرب الأهلية الموزمبيقية          | جبهة تحرير موزمبيق | المقاومة الوطنية الموزمبيقية |
| 1977  | 1977     | المناوشات المصرية الليبية          | مصر | ليبيا |
| 1977  | 1978     | حرب أوغادين                        | إثيوبيا · كوبا · اليمن الجنوبي · الاتحاد السوفييتي | الصومال |
| 1977  | 1997     | نزاع أراضي تلال شيتاجونغ           | بنغلاديش | شانتي باهيني |
| 1977  | 1977     | حرب شابا الأولى                    | زائير · المغرب · مصر · فرنسا | الجبهة الوطنية لتحرير الكونغو |
| 1978  | 1978     | حرب شابا الثانية                   | زائير · فرنسا · بلجيكا · الولايات المتحدة | الجبهة الوطنية لتحرير الكونغو |
| 1978  | 1978     | عملية الليطاني                     | إسرائيل · جيش لبنان الجنوبي | منظمة التحرير الفلسطينية |
| 1978  | 1979     | الحرب الأوغندية التنزانية          | تنزانيا · UNLA · موزمبيق | أوغندا · ليبيا · منظمة التحرير الفلسطينية |
| 1978  | 1987     | الصراع التشادي الليبي              | الجيش التشادي · فرنسا القوات المسلحة للشمال ‏ · FANT | ليبيا · FROLINAT · GUNT |
| 1978  | إلى الآن | الصراع الكردي التركي               | تركيا · الحزب الديمقراطي الكردستاني · الاتحاد الوطني الكردستاني | حزب العمال الكردستاني · منظومة المجتمع الكردستاني · حزب الحياة الحرة الكردستاني · * KDP/North                                                |
| 1978  | 1982     | حرب الجبهة                         | اليمن الشمالي | الجبهة الوطنية الديمقراطية |
| 1979  | 1979     | حادثة الحرم المكي                  | السعودية | الجماعة السلفية المحتسبة |
| 1979  | 1979     | انتفاضة هرات 1979                  | جمهورية أفغانستان الديمقراطية | جيش المتمردين |
| 1979  | 1979     | حرب 1979 اليمنية                   | اليمن الشمالي | اليمن الجنوبي · الجبهة |
| 1979  | 1979     | انتفاضة الأهواز 1979               | إيران | مقاومة الأحواز ‏ · الجبهة الديمقراطية الثورية لتحرير عربستان · الجبهة الشعبية لتحرير الأهواز · الجبهة العربية لتحرير الأهواز                  |
| 1979  | 1979     | الحرب الفيتنامية الصينية           | فيتنام | الصين |
| 1979  | 1990     | نزاع الحدود بين الصين وفيتنام      | فيتنام | الصين |
| 1979  | 1982     | تمرد الإخوان المسلمين (سوريا)      | سوريا | الإخوان المسلمون في سوريا |
| 1979  | 1983     | التمرد الكردي في إيران 1979        | إيران | الحزب الديمقراطي الكردستاني الإيراني |
| 1979  | 1988     | تمرد الأنصار                       | العراق | الحزب الشيوعي العراقي |
| 1979  | 1989     | الغزو السوفييتي لأفغانستان         | مجاهدي الوحدة الإسلامية الأفغانية الأحزاب الشيعية جبهة مقاتلي أفغانستان المجاهدين | الاتحاد السوفييتي · جمهورية أفغانستان الديمقراطية                                                                                            |
| 1979  | 1992     | الحرب الأهلية السلفادورية          | الحكومة السلفادورية | * جبهة فارابوندو مارتي للتحرير الوطني · RN                                                                                                   |

## 1989-1980
| بداية | نهاية    | اسم النزاع                                | الأطراف المتحاربة                                                                                         | الأطراف المتحاربة |
| بداية | نهاية    | اسم النزاع                                | المنتصر                                                                                                   | المهزوم |
| ----- | -------- | ----------------------------------------- | --- | --- |
| 1980  | إلى الآن | أزمة البيرو الداخلية                      | بيرو · Rondas Campesinas ‏                                                                                 | الدرب المضيء · Túpac Amaru ‏ |
| 1980  | 1988     | حرب الخليج الأولى                         | العراق · مجاهدي خلق                                                                                       | إيران |
| 1980  | 1981     | حرب إريتريا الأهلية الثانية               | الجبهة الشعبية لتحرير إريتريا                                                                             | جبهة التحرير الإريترية |
| 1981  | 1981     | حرب باكيشا                                | بيرو | الإكوادور |
| 1981  | 1981     | انتفاضة انتومبان 1981                     | زمبابوي                                                                                                   | ZIPRA |
| 1981  | 1986     | حرب أدغال أوغندا                          | جيش المقاومة الوطني                                                                                       | جيش تحرير أوغندا الوطني |
| 1982  | 2014     | أزمة كازامنس                              | السنغال · غامبيا · غينيا بيساو                                                                            | حركة القوات الديموقراطية لكازمانس |
| 1982  | 1982     | حرب الفوكلاند                             | المملكة المتحدة · جزر فوكلاند                                                                             | الأرجنتين |
| 1982  | 1982     | حرب ندوغبويوسوي                           | سيراليون                                                                                                  | حزب الشعب السيراليوني |
| 1982  | 1985     | حرب لبنان 1982                            | إسرائيل · الجبهة اللبنانية · جيش لبنان الجنوبي                                                            | منظمة التحرير الفلسطينية · سوريا · جبهة المقاومة الوطنية اللبنانية |
| 1982  | 1982     | حرب حدود إثيوبيا-الصومال 1982             | الصومال                                                                                                   | إثيوبيا · جبهة الإنقاذ الديموقراطي الصومالية |
| 1983  | 1983     | غزو غرينادا                               | الولايات المتحدة · أنتيغوا وباربودا · باربادوس · دومينيكا · جامايكا · سانت لوسيا · سانت فنسنت والجرينادين | غرينادا · كوبا |
| 1983  | 2009     | الحرب الأهلية السريلانكية                 | سريلانكا · الهند (1987–1990)                                                                              | نمور التاميل |
| 1983  | 2005     | الحرب الأهلية السودانية الثانية           | جيش التحرير الشعبي السوداني · مجموعة الناصر · SSLM · الأنيانيا 2 · التحالف الشرقي                         | السودان · قوات دفاع جنوب السودان · جنجاويد · جيش الرب الأوغندي |
| 1983  | 1988     | ثورة الأكراد 1983 جزء من حرب إيران-العراق | العراق | الحزب الديمقراطي الكردستاني · الاتحاد الوطني الكردستاني |
| 1984  | 1987     | نزاع سياجن                                | الهند | باكستان |
| 1985  | 1985     | حرب قطاع أغاشير                           | مالي | بوركينا فاسو |
| 1986  | 1986     | حرب الأهلية في اليمن الجنوبي              | مجموعة عبد الفتاح إسماعيل                                                                                 | مجموعة علي ناصر محمد |
| 1986  | 1992     | حرب العصابات في سورينام                   | سورينام                                                                                                   | مقاتلي الغابات |
| 1987  | 1987     | المناوشات الهندية الصينية 1987            | الهند | الصين |
| 1987  | 1988     | حرب الحدود التايلاندية اللاوسية           | لاوس · فيتنام                                                                                             | تايلاند |
| 1987  | إلى الآن | تمرد جيش الرب                             | أوغندا · جنوب السودان · جمهورية الكونغو الديمقراطية · بعثة الأمم المتحدة · جمهورية أفريقيا الوسطى         | جيش الرب الأوغندي |
| 1987  | 1993     | الإنتفاضة الأولى                          | إسرائيل                                                                                                   | حركة فتح · حركة حماس - كتائب الشهيد عز الدين القسام (أواسط 1991) · الجبهة الديمقراطية لتحرير فلسطين - الجبهة الشعبية لتحرير فلسطين مدعوم; · العراق · (خلال حرب الخليج الثانية) |
| 1988  | 1998     | حرب بوغينفيل الأهلية                      | الجيش الثوري البوغينفيلي                                                                                  | بابوا غينيا الجديدة |
| 1988  | 1994     | حرب ناغورنو قرة باغ                       | مرتفعات قرة باغ · أرمينيا                                                                                 | أذربيجان |
| 1989  | 1991     | الحرب الموريتانية السنغالية الحدودية      | موريتانيا                                                                                                 | السنغال |
| 1989  | 1990     | الغزو الأمريكي لبنما                      | الولايات المتحدة                                                                                          | بنما |
| 1989  | 1992     | الحرب الأهلية الأفغانية                   | المجاهدين                                                                                                 | جمهورية أفغانستان الديمقراطية |
| 1989  | 1989     | الثورة الرومانية في 1989                  | متظاهرين مناهضين لتشاوتشيسكو · الجيش الروماني · أعضاء منشقين عن الحزب الشيوعي                             | رومانيا الشيوعية المخابرات الرومانية وقوات موالية لهم. |
| 1989  | 1996     | الحرب الأهلية الليبيرية الأولى            | الجبهة الوطنية القومية الليبيرية                                                                          | القوات المسلحة الليبيرية · ULIMO · الأمم المتحدة · الجبهة الوطنية القومية الليبيرية المستقلة                                                                                   |
| 1989  | 1996     | تمرد أكراد إيران (1989–1996)              | إيران | الحزب الديمقراطي الكردستاني الإيراني |
| 1989  | مستمرة   | تمرد جامو وكشمير                          | الهند | حركة الجهاد الإسلامي · لشكر طيبة · جيش محمد · حزب المجاهدين · حركة المجاهدين الإسلامية · البدر · جبهة تحرير جامو وكشمير                                                        |

- نظريا تعتبر الحرب الكورية لا زالت مستمرة بسبب غياب معاهدة سلام بين الكوريتيتن